# Lepidosperma urophorum
Lepidosperma urophorum är en halvgräsart som beskrevs av Norman Arthur Wakefield. Lepidosperma urophorum ingår i släktet Lepidosperma och familjen halvgräs. Inga underarter finns listade i Catalogue of Life.